# Okręg wyborczy województwo siedleckie do Senatu Rzeczypospolitej Polskiej
Okręg wyborczy województwo siedleckie do Senatu Rzeczypospolitej Polskiej obejmował w latach 1989–2001 obszar województwa siedleckiego. Wybierano w nim 2 senatorów, przy czym w latach 1989–1991 obowiązywała zasada większości bezwzględnej, zaś w latach 1991–2001 większości względnej.
Powstał w 1989 wraz z przywróceniem instytucji Senatu. Zniesiony został w 2001, na jego obszarze utworzono nowe okręgi nr 6, 17 i 19.
Siedzibą okręgowej komisji wyborczej były Siedlce.

## Reprezentanci okręgu
| Rok  | Senator komitet wyborczy                    | Senator komitet wyborczy                       | Senator komitet wyborczy                    | Senator komitet wyborczy                    |
| ---- | ------------------------------------------- | ---------------------------------------------- | ------------------------------------------- | ------------------------------------------- |
| 1989 |                                             | Tadeusz Kłopotowski                            |                                             | Gabriel Janowski                            |
| 1991 |                                             | Henryk Czarnocki Porozumienie Ludowe           |                                             | Tadeusz Brzozowski Porozumienie Ludowe      |
| 1993 |                                             | Krzysztof Borkowski Polskie Stronnictwo Ludowe |                                             | Jan Orzechowski Polskie Stronnictwo Ludowe  |
| 1997 |                                             | Jerzy Baranowski Akcja Wyborcza Solidarność    |                                             | Krzysztof Głuchowski Ruch Odbudowy Polski   |
| 2001 | okręg zniesiony, patrz okręgi nr 6, 17 i 19 | okręg zniesiony, patrz okręgi nr 6, 17 i 19    | okręg zniesiony, patrz okręgi nr 6, 17 i 19 | okręg zniesiony, patrz okręgi nr 6, 17 i 19 |

## Wyniki wyborów
Symbolem „●” oznaczono senatorów ubiegających się o reelekcję.

### Wybory parlamentarne 1989
| Kandydat                                                          | Głosów  | %     |
| ----------------------------------------------------------------- | ------- | ----- |
| Tadeusz Kłopotowski                                               | 144 532 | 63,10 |
| Gabriel Janowski                                                  | 140 032 | 61,13 |
| Mieczysław Wilczek                                                | 62 043  | 27,09 |
| Czesław Baran                                                     | 31 828  | 13,90 |
| Romuald Starosielec                                               | 14 830  | 6,47  |
| Tadeusz Dumała                                                    | 9412    | 4,11  |
| Feliks Sadownik                                                   | 8568    | 3,74  |
| Liczba głosów ważnych: 229 059 Źródło: Państwowa Komisja Wyborcza |         |       |

### Wybory parlamentarne 1991
| Kandydat                                              | Kandydat            | Komitet wyborczy                             | Głosów |
| ----------------------------------------------------- | ------------------- | -------------------------------------------- | ------ |
|                                                       | Henryk Czarnocki    | Porozumienie Ludowe                          | 30 372 |
|                                                       | Tadeusz Brzozowski  | Porozumienie Ludowe                          | 27 719 |
|                                                       | Antoni Okniński     | Polskie Stronnictwo Ludowe Sojusz Programowy | 27 007 |
|                                                       | Andrzej Piwowarczyk | Porozumienie Obywatelskie Centrum            | 26 716 |
|                                                       | Adam Skup           | Wyborcza Akcja Katolicka                     | 25 755 |
|                                                       | Romuald Starosielec | Wyborcza Akcja Katolicka                     | 24 620 |
|                                                       | Jan Szczygielski    | Polskie Stronnictwo Ludowe Sojusz Programowy | 22 864 |
|                                                       | Leon Jurek          | Porozumienie Obywatelskie Centrum            | 22 784 |
|                                                       | Andrzej Bujko       | Sojusz Lewicy Demokratycznej                 | 21 357 |
|                                                       | Janusz Pala         | Partia X                                     | 15 386 |
|                                                       | Elżbieta Jędrzejuk  | Konfederacja Polski Niepodległej             | 15 193 |
|                                                       | Andrzej Czeczko     | Zdrowa Polska – Sojusz Ekologiczny           | 14 498 |
|                                                       | Henryk Gut          | Partia Chrześcijańskich Demokratów           | 14 375 |
|                                                       | Lech Filus          | Konfederacja Polski Niepodległej             | 13 842 |
| Frekwencja: 37,57% Źródło: Państwowa Komisja Wyborcza |                     |                                              |        |

### Wybory parlamentarne 1993
| Kandydat                                              | Kandydat                            | Komitet wyborczy                                     | Głosów |
| ----------------------------------------------------- | ----------------------------------- | ---------------------------------------------------- | ------ |
|                                                       | Krzysztof Borkowski                 | Polskie Stronnictwo Ludowe                           | 50 090 |
|                                                       | Jan Orzechowski                     | Polskie Stronnictwo Ludowe                           | 40 456 |
|                                                       | Henryk Jasiorowski                  | Sojusz Lewicy Demokratycznej                         | 30 865 |
|                                                       | Bogusław Dauter                     | Niezależny KW w Siedlcach                            | 30 389 |
|                                                       | Tadeusz Brzozowski●                 | Polskie Stronnictwo Ludowe – Porozumienie Ludowe     | 23 218 |
|                                                       | Tadeusz Borkowski                   | KW w Obronie Ludzi Pracy                             | 22 137 |
|                                                       | Antoni Jastrzębski                  | Katolicki Komitet Wyborczy „Ojczyzna”                | 18 706 |
|                                                       | Zbigniew Kobyliński                 | Niezależny Samorządny Związek Zawodowy „Solidarność” | 18 527 |
|                                                       | Janusz Król                         | Bezpartyjny Blok Wspierania Reform                   | 18 347 |
|                                                       | Marek Goszczyński                   | Konfederacja Polski Niepodległej                     | 17 847 |
|                                                       | Zbigniew Grzesiak                   | Bezpartyjny Blok Wspierania Reform                   | 13 453 |
|                                                       | Andrzej Piwowarczyk                 | KW Andrzeja Piwowarczyka                             | 12 327 |
|                                                       | Małgorzata Czerniawska-Ankiersztejn | Stronnictwo Demokratyczne                            | 11 137 |
|                                                       | Adam Bobryk                         | Polska Partia Socjalistyczna                         | 10 985 |
|                                                       | Zygmunt Sikorski                    | Unia Demokratyczna                                   | 10 065 |
|                                                       | Mirosław Kałużny                    | Unia Demokratyczna                                   | 9184   |
|                                                       | Henryk Górski                       | „Zjednoczenie Polskie”                               | 9058   |
|                                                       | Michał Wyrzykowski                  | Niezależny Wiejski KW                                | 8618   |
|                                                       | Grzegorz Popowski                   | KW Grzegorza Popowskiego                             | 7557   |
|                                                       | Andrzej Urbankowski                 | KW Andrzeja Urbankowskiego w Siedlcach               | 7059   |
|                                                       | Wincenty Wronek                     | Bezpartyjny Niezależny KW „Podlasie”                 | 6797   |
|                                                       | Andrzej Tokarski                    | Stronnictwo Demokratyczne                            | 4806   |
|                                                       | Wiesław Ratajski                    | Forum Patriotyczne Polski Walczącej                  | 4069   |
| Frekwencja: 47,79% Źródło: Państwowa Komisja Wyborcza |                                     |                                                      |        |

### Wybory parlamentarne 1997
| Kandydat                                              | Kandydat              | Komitet wyborczy                    | Głosów |
| ----------------------------------------------------- | --------------------- | ----------------------------------- | ------ |
|                                                       | Jerzy Baranowski      | Akcja Wyborcza Solidarność          | 93 664 |
|                                                       | Krzysztof Głuchowski  | Ruch Odbudowy Polski                | 60 068 |
|                                                       | Krzysztof Borkowski●  | Polskie Stronnictwo Ludowe          | 57 819 |
|                                                       | Leszek Szklarski      | Sojusz Lewicy Demokratycznej        | 40 013 |
|                                                       | Tadeusz Celej         | Polskie Stronnictwo Ludowe          | 35 746 |
|                                                       | Stanisław Śledziewski | Sojusz Lewicy Demokratycznej        | 34 303 |
|                                                       | Lesław Szczerba       | Krajowa Partia Emerytów i Rencistów | 24 882 |
|                                                       | Grzegorz Muszyński    | Unia Prawicy Rzeczypospolitej       | 18 368 |
| Frekwencja: 44,35% Źródło: Państwowa Komisja Wyborcza |                       |                                     |        |